# Mr. Bean - L'ultima catastrofe
Mr. Bean - L'ultima catastrofe (Bean: The Ultimate Disaster Movie) è un film commedia del 1997 diretto da Mel Smith e scritto da Richard Curtis e Robin Driscoll. Basato sull'omonima serie televisiva (1990-1995) dedicata all'omonimo personaggio, interpretato da Rowan Atkinson.
Prodotto da Gramercy Pictures, Working Title Films e Aspect Films, è stato distribuito nel Regno Unito il 2 agosto 1997 e negli Stati Uniti il 7 novembre da PolyGram Filmed Entertainment e Universal Pictures. Ha ricevuto recensioni contrastanti da parte della critica cinematografica, ma è stato un successo commerciale avendo incassato oltre 251 milioni di dollari in tutto il mondo contro un budget di 18 milioni di dollari. Un sequel autonomo, Mr. Bean's Holiday, è stato distribuito nel 2007.

## Trama
Mr. Bean è un impiegato scansafatiche della National Gallery di Londra: il vicepresidente del museo lo vorrebbe licenziare per la sua inettitudine e irresponsabilità, ma il presidente lo difende pubblicamente. Il vice, per ripicca e per liberarsi del protagonista, gli affida un incarico prestigioso ed impegnativo, che solo un grande critico d'arte potrebbe adempiere: l'uomo deve recarsi a Los Angeles presso un museo che ha appena acquistato per cinquanta milioni di dollari il celebre ritratto di James Abbott McNeill Whistler intitolato La madre, il quale è il più pregiato capolavoro del pittore statunitense.
Arrivato in America, Bean viene ospitato a casa di David Langley, responsabile artistico del museo, che crede di avere a che fare con un geniale critico d'arte. Il protagonista, giunto a casa Langley, non tarda a mostrarsi per l'idiota che è e provoca vari disastri tali da causare una crisi matrimoniale: la moglie Alison infatti per qualche giorno si allontana portando con sé i figli Jennifer e Kevin. Un giorno Bean, portato al museo per osservare il dipinto e trovare l'ispirazione per il discorso da fare al giorno della presentazione, spolverandolo ci starnutisce involontariamente sopra e, dopo numerosi tentativi di ripulirlo, finisce per rovinarlo.
Il protagonista decide allora di rimediare alla sua maniera, rimpiazzando il dipinto con un poster delle stesse dimensioni. Il piano funziona: nessuno nota la sostituzione, David salva il suo posto di lavoro e Bean, con un discorso stravagante sulla genesi del quadro prezioso, riesce a fare un'ottima impressione davanti al pubblico, preservando così anche la sua reputazione. In quel momento il capo della polizia informa David che sua figlia Jennifer ha avuto un terribile incidente con la moto insieme al ragazzo e che ora è ricoverata all'ospedale in stato di coma.
Saputa la notizia scioccante, si fa scortare dal federale fino alla clinica insieme a Bean, ma nel tragitto il poliziotto rimane ferito in un conflitto a fuoco con un ladro e i due amici proseguono verso la meta. Arrivati all'ospedale, mentre David si riunisce alla moglie preoccupata, il protagonista vede a terra uno stetoscopio e lo raccoglie: viene così scambiato per un medico e portato a fare un intervento in sala operatoria. Qui salva la vita proprio al capo della polizia rimasto ferito poco prima togliendogli con il solo uso delle mani il proiettile e lo salva da morte certa. Poi, portato nella sala dove è ricoverata Jennifer, attraverso un piccolo incidente con il defibrillatore fa svegliare dal coma la ragazza e viene così apprezzato dai genitori, addirittura smascherandosi davanti ai loro occhi increduli; essi, per ripagarlo, accettano di tenerlo in casa per un'altra settimana. Passati i sette giorni felici con i Langley, Bean se ne torna in aeroporto soddisfatto: la sera, giunto a casa, dopo aver messo a letto tramite "ipnosi" il suo inseparabile orsetto di peluche Teddy, si sente consapevole di aver appeso ad una parete il disastrato ma originale dipinto.

## Produzione
Il film fu girato dal 30 settembre al 6 dicembre 1996 fra Londra, Hollywood e Los Angeles e il costo della produzione fu di 18 milioni di dollari.

## Distribuzione

### Date di uscita
- Nel Regno Unito il 2 agosto 1997 (Bean Film);
- Negli Stati Uniti il 7 novembre 1997 (Bean)[1]
- In Italia il 21 novembre 1997 (Mr. Bean - L'ultima catastrofe).

## Accoglienza

### Incassi
Il film è uscito in Australia il 3 luglio 1997 incassando $ 3,1 milioni nel fine settimana di apertura e piazzandosi al primo posto. Nel Regno Unito è uscito l'8 agosto incassando 2563326 £ ($ 4 milioni) e divenendo il più alto incasso di apertura per un film di produzione britannica.
È uscito in Canada il 17 ottobre incassando 2255233 $ e classificandosi decimo al botteghino nordamericano. Alla sua uscita negli Stati Uniti il 7 novembre, ha incassato 12733827 $ nel fine settimana di apertura.
Alla fine della sua distribuzione, il film ha incassato 17902161 £ nel Regno Unito (quarto maggior incasso dell'anno) e 45319423 $ in Nordamerica.
L'incasso complessivo è stato di 251212670 $ in tutto il mondo.

### Critica
Su Rotten Tomatoes il film detiene un indice di gradimento del 43% basato su 35 recensioni, con una valutazione media di 5,30/10. Il consenso critico del sito recita: "Bean vanta un comico fisico di eccezionale talento nel ruolo del protagonista, ma le sue continue rapine e la sua stupida farsa si esauriscono rapidamente". Su Metacritic il film ha un punteggio di 52 su 100 basato su 20 critici, che indica "recensioni contrastanti o nella media".
Roger Ebert ha assegnato al film due stelle e mezza su quattro, dicendo che mentre lo ha elogiato per avere "molti momenti molto divertenti", ha criticato la durata della pellicola di 90 minuti, dicendo che era troppo lungo: "Ad un'ora, Bean sarebbe stata una risata senza sosta. Ma poi hanno aggiunto 30 minuti di interruzioni."

## Riconoscimenti
- 1997 - Bogey Award
  - Bogey Award in Platino
- 1997 - Golden Screen
  - Golden Screen
- 1997 - Stinker Award
  - candidatura peggior resurrezione di una serie TV